# Serbonnes
Serbonnes is een gemeente in het Franse departement Yonne (regio Bourgogne-Franche-Comté) en telt 454 inwoners (1999). De plaats maakt deel uit van het arrondissement Sens.

## Geografie
De oppervlakte van Serbonnes bedraagt 9,8 km², de bevolkingsdichtheid is 46,3 inwoners per km².
De onderstaande kaart toont de ligging van Serbonnes met de belangrijkste infrastructuur en aangrenzende gemeenten.

## Demografie
Onderstaande figuur toont het verloop van het inwonertal (bron: INSEE-tellingen).